# Warcraft II: Tides of Darkness
Warcraft II: Tides of Darkness ist ein Echtzeit-Strategiespiel des US-amerikanischen Spielentwicklers Blizzard Entertainment und die Fortsetzung von Warcraft: Orcs & Humans. Das Computerspiel erschien 1995, ein Jahr später erfolgte die Veröffentlichung der Erweiterung Warcraft II: Beyond the Dark Portal. 1997 erschien es gebündelt mit der Erweiterung als WarCraft II: The Dark Saga für PlayStation und Sega Saturn. 2002 wurde der Nachfolger Warcraft III: Reign of Chaos veröffentlicht.

## Handlung
Warcraft II schließt an die Ereignisse der Ork-Kampagne des Vorgängers an. Das Königreich Azeroth ist durch die Zerstörung der Hauptstadt Sturmwind gefallen und die Menschen flüchten sich über das Meer in das Königreich Lordaeron. Doch die Orks setzen ebenfalls über und versuchen Lordaeron unter ihre Kontrolle zu bringen. Je nach Wahl der Spielfraktion ist es das Ziel der Kampagne, die Truppen Lordaerons zu vernichten (Orks) oder die Invasoren zurückzuschlagen und das Dunkle Portal, das die Verbindung zur orkischen Heimatwelt Draenor herstellt, zu zerstören (Menschen). Das Ergebnis der Menschen-Kampagne gilt dabei im weiteren Serienverlauf als kanonisch.

## Spielprinzip
Das Spiel bietet im Einzelspielermodus zwei Kampagnen (Menschen und Orks) mit jeweils 14 Missionen. Das Kernprinzip des Spiels blieb gleich. Aufgeteilt in mehrere Missionen gilt es Rohstoffe zu sammeln und damit eine Basis und Kampfeinheiten aufzubauen. Im Vergleich zum Vorgänger bietet Tides of Darkness jedoch eine höhere Grafik-Auflösung (SVGA) und erhöhte die maximale Gruppenstärke, die der Spieler auf einmal auswählen konnte, von vier auf neun Einheiten. Als große Neuerung wurden der Schiffbau und die dafür wichtige dritte Ressource Öl eingeführt. Wesentlich bedeutsamer für das gesamte Echtzeitstrategie-Genre war jedoch die Einführung des „Nebels des Krieges“, der bereits aufgeklärte Gebiete wieder verhüllt, wenn man keine Einheiten oder Gebäude dort positioniert. Andernfalls sieht man dort nur noch die Landschaft, jedoch keine gegnerischen Einheiten.

## Veröffentlichung
Warcraft II kam erstmals 1995 für DOS und Mac OS auf den Markt. 1997 wurde das Spiel unter dem Untertitel The Dark Saga auf die Spielkonsolen PlayStation und Sega Saturn portiert, wobei neben dem Grundspiel die Erweiterung Beyond the Dark Portal enthalten war. Nicht zuletzt mit der Veröffentlichung der „Battle.net Edition“ des Spiels 1999, mit der man auf leichte Weise in Blizzards Online-Spieleplattform Battle.net gegen andere Mitspieler antreten konnte, wurde Warcraft II ein großer kommerzieller Erfolg. Diese neuere Battle.net Edition unterstützt außerdem die Betriebssysteme Windows 95, 98 und Windows NT während die ältere Version nur auf MS-DOS, Windows 3.1 und Windows 95 unterstützt wird.
Eine Wiederveröffentlichung erschien auf GOG.com angepasst für spätere Versionen von Microsoft Windows. Mit dem Erscheinen des Computerspiel-Remaster wurde Tides of Darkness zusammen mit seinem Vorgänger auf der Plattform ausgelistet.

## Rezeption
Das Spiel enthalte einen komfortablen Szenario-Editor, der etwa bei Command & Conquer: Der Tiberiumkonflikt fehle. Die deutsche Version sei liebevoll übersetzt und synchronisiert. Der Schwierigkeitsgrad der Kampagne sei gut ausbalanciert. Die Steuerung mittels Maus und Hotkeys sei ausgezeichnet. Die Präsentation sei mit Ausnahme der Rendersequenzen rundum gelungen. Für Jörg Langer von PC Player sei Warcraft II der Referenz Command & Conquer in Hinblick auf Bedienung, Präsentation und taktische Tiefe unterlegen. Die Verbesserungen im Vergleich zum Vorgänger mit SVGA-Grafik, Kriegsnebel und Karteneditor seien jedoch erheblich. Power Play favorisierte Warcraft II über C&C. Die Grafik sei gestochen scharf und liebevoll animiert. Die Missionsbriefings seien von Bedeutung. Auf dem Schlachtfeld entscheiden gerissene Taktiken. Das Fantasy Setting böte mehr gestalterische Freiheiten. Die taktische Tiefe sei in Hinblick auf Ressourcen und die unterschiedlichen Fraktionen höher.